# Георгиевская церковь (Давид-Городок)
Гео́ргиевская церковь — историческое здание конца XVII — начала XVIII века в Давид-Городке, памятник архитектуры (номер 112Г000711). Расположена на старом кладбище города. Построен в стиле барокко неизвестным архитектором.

## История
Церковь построена в конце XVII века либо в 1724 году (по другим сведениям, впервые упоминается в 1675 году, перестроена в 1724 году). Не сохранилась существовавшая ранее звонница.

## Архитектура
Церковь — памятник народного деревянного зодчества. Имеет продольно-осевую композицию, состоит из трёх срубов. Основной и алтарный срубы близки к квадрату в плане, сруб притвора (бабинца) вытянут. Каждый сруб накрыт четырёхскатным шатром с главкой на восьмерике. Над основным срубом имеется более узкий четверик второго яруса. К апсиде сбоку позднее пристроена небольшая ризница, а к притвору — тамбур. В верхней части обшивка срубов горизонтальная, в нижней — вертикальная. Оконные проёмы имеют трёхгранные завершения, а в верхнем ярусе основного объёма имеются крестообразные окна. Основной внутренний зал церкви двухсветный, сообщается с притвором и алтарной частью через широкие арочные проёмы. Перекрытия внутри церкви балочные, подвесные. Хоры размещены над входом в притвор. В храме сохранился четырёхрядный иконостас стиля барокко 1751 года, богато расписанный, с позолоченными резными накладками, дополняющий образ церкви.  